# طلال الحربي
طلال عبد الله الحربي (4 اغسطس 1956- جدة 20 أكتوبر 2019) ممثل ومذيع سعودي.

## عن حياته
حاصل على بكالوريوس إدارة أعمال من جامعة الملك عبد العزيز بجده عام 1985، دخل المجال الفني عام 1989 عمل في إذاعة جدة، أعد وقدم العديد من البرامج الإذاعية والتلفزيونية وله العديد من المسلسلات السعودية والمصرية.

## أعماله
- مسلسل العاصوف 2 (2019)
- مسلسل حارة الشيخ (2016)
- مسلسل أنت طالق (2013)
- مسلسل السلطانة (2013)
- مسلسل دمي ودموعي وإبتسامتي (1997)
- مسلسل الماضي يعود الآن (1997)
- مسلسل ماوراء النهر (1996)
- مسلسل بابا فرحان (1992)
- فيلم يا عزيزي كلنا لصوص (1989)
- مسلسل يا عزيزي كلنا لصوص
- مسلسل لن أخضع لرجل
- مسلسل أحلام العصافير

## وفاته
توفي في 20 أكتوبر 2019 إثر حادث دهس.

## روابط خارجية
- طلال الحربي على موقع قاعدة بيانات الأفلام العربية